# Ein Spiegel für mein Gegenüber
Ein Spiegel für mein Gegenüber ist der 2022 erschienene Debütroman der deutschen Autorin Nadire Biskin.

## Handlung
Hauptperson ist die junge Referendarin Huzur, die nach einem Streit im Lehrerzimmer ihrer Berliner Schule, in dem es wieder mal um Kopftücher etc. geht, krankgeschrieben ist, besucht Verwandte in der Türkei, und wird mit einem anderen Frauenbild als in Berlin konfrontiert. Sie hört dort vom Schicksal der Nachbarn, einer aus Syrien geflüchteten Familie, die hier im Ort ausgegrenzt und ausgebeutet wird. Die Tochter der Familie, Zaynap, ist offenbar verschwunden, und die Erzählerin hat den Verdacht, dass der Vater das Kind aus wirtschaftlicher Not „verkauft“ hat, während die Mutter leidet und stumm vor sich hin brütet.
Als sie wieder nach Berlin zurückkehrt, liest sie auf dem Flughafen die verwahrloste zehnjährige Hiba auf, ein aus Syrien geflüchtetes Mädchen ohne Familie, sie kann das Vertrauen des Mädchens gewinnen und nimmt sie bei sich auf. In Berlin erweisen sich die „gut situierten Schweizer Eltern ihres Partners [...] als die Vertreter eines alltäglichen liberalen rassistischen Paternalismus“.

## Rezensionen
- „Eine Lehramtsreferendarin hat es satt, auf ihre türkische Herkunft reduziert zu werden – und beschließt, Kopftuch zu tragen. In Nadire Biskins erstem Roman geht es um Integration und Marginalisierung in Deutschland und der Türkei.“ -- Joachim Scholl -- Deutschlandfunk Kultur 2/2022[2]
- „Biskins Ton wäre mit „wütend“ nicht richtig beschrieben. Trotzdem lässt sie einen verstehen, wie in vielen jungen Menschen mit Migrationserbe langsam ein Gefühl der Unversöhnlichkeit wachsen konnte..“ --  Julia Lorenz -- TAZ 3/2022[3]

„Ein vielschichtiger und wichtiger Debütroman über soziale Zusammenhänge und das Erwachsenwerden einer jungen Frau zwischen Bucak und Berlin“ bezeichnet Teresa Preis vom Magazin Buchkultur das Buch und Lara Sielmann vom Tagesspiegel schreibt: „Mit »Ein Spiegel für mein Gegenüber« ist ihr ein warmes, zum Teil amüsantes, ehrliches Debüt über eine junge Frau gelungen, die sich permanent im Ausnahmezustand befindet.“
Das Literaturportal Buchstapelweise widmet dem Roman eine ausführliche Besprechung und schreibt dann: „Die Berlinerin Nadire Biskin schreibt über das Leben in zwei Kulturen. »Ein Spiegel für mein Gegenüber« [ist] ein interessanter und sprachlich überzeugender Roman über Heimat und Selbstfindung und lässt uns Teil haben am Innenleben einer jungen Frau mit Migrationshintergrund. Als Figur nicht immer einfach und auch nicht immer sympathisch, nimmt uns die Protagonistin mit in ein unbequemes, undefiniertes Zwischen-allen-Stühlen-Stehen, bei dem sie am Ende lernen muss, dass sie sich nur selbst definieren kann.“

## Ausgaben
- Ein Spiegel für mein Gegenüber. dtv, München 2022, ISBN 978-3-423-28294-9.